# Mezinárodní letiště Ning-po Li-še
Mezinárodní letiště Ning-po Li-še (čínsky v českém přepisu Ning-po Li-še kuo-ťi ťi-čchang, pchin-jinem Níngbō Lìshè Guójì Jīchǎng, znaky 宁波栎社国际机场, IATA: NGB , ICAO: ZSNB) je mezinárodní letiště u města Ning-po v provincii Če-ťiang v Čínské lidové republice. Leží ve vzdálenosti přibližně dvaceti kilometrů jihozápadně od centra Ning-po.
Jeho stavba byla schválena úřady v roce 1985 a letiště bylo otevřeno v roce 1990 jako první čistě civilní v celé provincii.